# 野咲美桜
野咲 美桜（のざき みお、1989年11月17日 - ）は、日本のAV女優。サミット所属。(2022年より）

## 人物
- 趣味：旅行、スポーツ観戦。

## 略歴
2022年3月、ディープスより「女を思い出す熱い接吻で脳イキ。「旦那とは10年以上キスもしてないんです…」セレブ人妻 野咲美桜 33歳 AVデビュー」にてAVデビュー。

## リリース作品

### アダルトビデオ
- 女を思い出す熱い接吻で脳イキ。「旦那とは10年以上キスもしてないんです…」セレブ人妻野咲美桜33歳AVデビュー（3月1日、ディープス）
- お尻大好きしょう太くんのHなイタズラ 野咲美桜（9月20日、グローリークエスト）
- どこでも射精させちゃう淫乱美熟女と卑猥な屋外デート！ 野咲美桜（9月27日、セレブの友）
- 妻の性欲が強すぎて手に負えなくなりました…。だから友人にNTRをお願いしたのです。 野咲美桜（10月5日、プラネットプラス）
- 素人わけあり熟女生中出し みお43歳 河川敷のエロ本のような四十路の熟女 お上品奥様の卑猥肉体… 野咲美桜（10月6日、プラム）
- 羞恥露出も潮吹きも大好きな人妻を旅先で寝取りました。野咲美桜（10月18日、山と空）
- 性欲処理で部下を騎乗位で喰いまくる女上司！野咲美桜（10月25日、セレブの友）
- 妻の性欲が強すぎて手に負えなくなりましただから友人にNTRをお願いしたのです（10月5日、プラネットプラス）
- 同じセリフしか言わないRPGのモブキャラを犯しまくりたいパート2（12月8日、ROCKET）

- 溢れる性衝動に溺れるオンナセックス・ドンナ野咲美桜激エロ・3SEX（1月10日、セレブの友）